# Choulivka jerišská

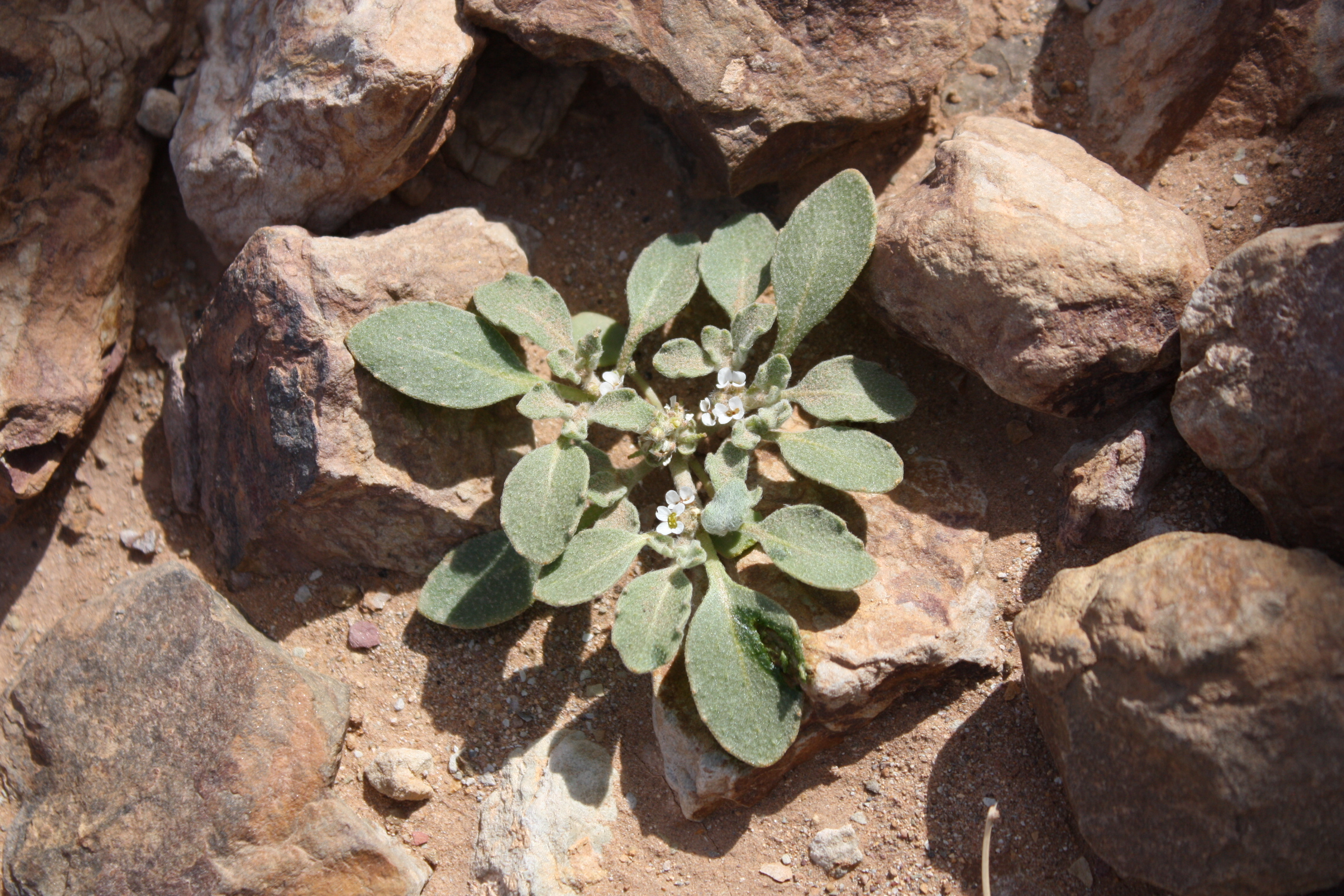
Mladý semenáč choulivky jerišské

Choulivka jerišská (Anastatica hierochuntica), nazývaná též pravá růže z Jericha, je nevysoká, jednoletá, efemérní, bohatě větvená rostlina pozoruhodná svou hygroskopickou (bobtnavou) vlastností. Po dozrání semen její původně bylinná lodyha uschne, zdřevnatí a schoulí se do klubka. Vloží-li se i několik let starý smotek suchých lodyh do vody, začne se narovnávat a její větvičky se rozloží do kruhu, jakoby rostlina zdánlivě ožila. V Evropě se do širšího povědomí dostala po návratu křesťanských poutníků nebo křižáků z Palestiny, kteří ji vozili jako pamětihodnost i s líčením údajných zázračných účinků, je symbolem vzkříšení.
Choulivka jerišská je jediný druh monotypického rodu choulivka, který je součástí čeledě rostlin brukvovitých. Její vědecké jméno pochází z řečtiny, kdy rodové jméno „anastatica“ znamená vzkříšení a druhové „hierochuntica“ je pojmenování po biblickém městě Jerichu.

## Rozšíření
Bylina pochází ze zemí rozkládajících se ve vyprahlých písčitých územích na Blízkém východě (Izrael, Jordánsko, Libanon, Sýrie), Arabském poloostrově (Bahrajn, Jemen, Katar, Kuvajt, Omán, Saúdská Arábie, Spojené arabské emiráty) a na severu Indického subkontinentu (Irák, Írán, Pákistán). Rozšířena je také na severu (Alžírsko, Libye, Maroko, Tunisko, Západní Sahara), severovýchodě (Mali, Mauritánie) i severozápadě (Eritrea, Súdán) Afriky a rovněž v Makaronésii (Kanárské ostrovy).

## Ekologie
Roste v pouštních oblastech, často extrémních saharského typu, kde se vyskytuje na místech shromažďujících odtokovou vodu vádí nebo v depresích v plochých štěrkovitých či písčitých oblastech. Snáší vysoké denní teploty, minimum vláhy a půdu s nízkým obsahem dusíku a přebytkem různých solí. Je to jednoletka, která během krátkého jarního dostatku vláhy ze semene vyklíčí, vyroste, vykvete a vytvoří plody se semeny, její hlavní fenologické období spadá do března a dubna. Poté následuje období sucha, ve kterém opadají listy, lodyha se stočí do klubka a uschne, stejně jako hluboko sahající kořen, semena jsou uzavřená v šešulkách. Rostlina, počítaná mezi stepní běžce, se následkem větrného náporu někdy později ze suchého kořene odlomí, klubko je větrem bezcílně vláčeno po okolí a při tom mohou vypadávat semena. Tento jev však nastává jen zřídka, suchá rostlina většinou zůstává na odumřelém kořenu na místě, kde vyrostla. Lodyha se může do klubka stočit i při suchu v průběhu vegetace a čekat na přísun vláhy, ve kterém vývoj dokončí.
Pokud se suchá rostlina vloží do vody, její větve se narovnají a rozloží do kruhu, jako by celá rostlina obživla. Když se však voda odpaří, schoulí se do klubka jako dřív. Tato hygroskopická vlastnost se projeví i na sušených, mnoho let starých rostlinách. Po případném zasazení do půdy růst nemůže, neboť kořen odumřel.

## Popis
Ze semene vyroste drobný semenáč a vytvoří přízemní růžici šedých listů, z které vyrůstá 5 až 15 cm vysoká, již od základny hojně rozsochatě větvená lodyha s mnoha větvemi. Jsou střídavě porostlé řapíkatými listy s kopisťovitými či obvejčitými čepelemi, dlouhými 2 až 3 cm a širokými 1 až 2 cm, u krátkého řapíku jsou zúžené a po obvodě celistvé nebo mají tři až pět mělkých laloků. V době zralosti listy opadají. Kořen rostliny je kůlovitý, někdy větvený a vždy hluboko sahající. Lodyhy i listy jsou porostlé hustými hvězdicovitými chlupy, které rostlinu částečně chrání před přímým slunečním svitem.
Z úžlabí listů vyrůstají jednotlivě nebo v nepočetných květenstvích přisedlé, bílé, asi 2 mm velké oboupohlavné květy. Mají čtyři nesrostlé, jemně chlupaté kališní lístky velké asi 1,5 mm a čtyři volné, bílé, okrouhlé korunní lístky, přibližně 2 mm velké a s krátkým nehtíkem. Uprostřed z květního lůžka vyrůstá ve dvou kruzích šest čtyřmocných, 1,5 až 1,7 mm dlouhých tyčinek, dvě vnější jsou kratší. Svrchní kulovitý semeník vznikl ze dvou plodolistů a má dva oddíly po dvou vajíčkách, nese šídlovitou čnělku s bliznou. Po bocích semeníku je dvojice půlměsíčkovitých nektarií s nektarem pro opylující hmyz.
Plodem je kulovitá, 4 mm velká, na konci zobáčkovitá, dvojdílná šešulka s tlustou přepážkou, se dvěma 2 mm miskovitými křidélky na vrcholu a hustě porostlá hvězdicovitými chlupy. Obsahuje čtyři nahnědlá, 1,5 mm velká semena vejčitého tvaru. Mají na povrchu škrobovitou vrstvu, za vlhka jsou lepkavá a přilnou k půdě.

## Rozmnožování
Choulivka jerišská se rozmnožuje výhradně semeny. Šešulka se za mokra otvírá, uvolňuje semena a kapky deště dopadající na lžícovité křidélka šešulky je vymršťují do okolí. Semena mohou být také odplavována povrchovou vodou, delší pobyt ve vodě však nepřežijí. V suchu zůstávají životaschopná po dobu mnoha let, za mokra klíčí velmi rychle, obvykle během několika hodin. Semena také mohou být rozptylována při náhodném bezcílném pohybu (následkem větrných poryvů) utržené byliny po nerovném povrchu, kdy šešulky praskají a semena vypadávají. Množství a šíření semen je také závislé na hlodavcích a ptácích, kteří je částečně konzumují i rozšiřují.

## Poznámka
Mnohdy bývá u nesvědomitých prodejců za růži z Jericha vydávána za sucha podobná plavuňovitá rostlina, vraneček Selaginella lepidophylla pocházející ze suchých oblastí Texasu a Mexika v Severní Americe.